# Yolande d'Aragon (1236-1300)
Pour les articles homonymes, voir Yolande d'Aragon.
Yolande d'Aragon ou Violante d'Aragon (en espagnol : Violante de Aragón, en catalan : Violant d'Aragó ) (Saragosse, 1236 – Roncevaux, Navarre, 1300/1301) a été infante d'Aragon et reine de Castille (1252–1284) en tant qu'épouse d'Alphonse X le Sage. Elle était fille de Jacques Ier le Conquérant et de sa seconde femme, Yolande de Hongrie.

## Biographie
Ses grands-parents maternels étaient André II de Hongrie et Yolande de Courtenay. Le 26 décembre 1246, elle a épousé à la Collégiale de Santa María de Valladolid, le roi Alphonse X de Castille. Avant son mariage, Alphonse X avait eu une relation amoureuse avec Guillén de Guzmán dont il a eu une fille illégitime Béatrice.
Dans un premier temps, le futur roi Alphonse X a envisagé la possibilité de solliciter du pape l'annulation du mariage, car il a cru que son épouse était stérile, mais cela n'était dû qu'à l'extrême jeunesse de Yolande (elle avait seulement 10 ans quand a été célébré le mariage).
Selon une légende, la reine ne pouvait devenir enceinte et le médecin lui a ordonné le repos. En 1248, alors qu'Alicante venait d'être reconquise par la Couronne de Castille, elle est allée se reposer dans une propriété proches de la cité, et c'est là qu'elle est tombée enceinte. C'est pour cela que l'on a décidé d'appeler cet endroit «Pla del Bon Repós», nom qui est resté et aujourd'hui est le nom d'un quartier d'Alicante.
En 1275 est mort Ferdinand de la Cerda, fils aîné de Yolande et héritier du trône de Castille-et-León. Alphonse X le Sage, dans un premier temps, a ignoré les droits des fils de l'infant défunt et a confirmé comme héritier du trône son second fils, l'infant Sanche, qui allait régner plus tard sur la Castille sous le nom Sanche IV de Castille.
En 1276, Yolande a fondé le couvent de Saint-Paul à Valladolid. Elle l'a érigé en honneur de l'ordre hongrois de Saint-Paul, fondé en 1250 par le saint hongrois Eusèbe d'Esztergom. La mère de la reine Yolande d'Aragon, la reine Yolande de Hongrie a introduit une influence hongroise certaine en Espagne, comme par exemple l'ordre de Saint-Paul.
Pour faire face au problème de la succession royale, la veuve de Ferdinand de la Cerda, Blanche de France, a demandé l'aide de son frère, Philippe III le Hardi. Au même moment, pour appuyer les fils de Ferdinand, la reine Yolande a sollicité le roi Pierre III d'Aragon, qui a accepté de les protéger et de les garder au royaume d'Aragon. Il a recueilli les petits-fils de la reine, Ferdinand de la Cerda et Alphonse de La Cerda, dans le château de Xàtiva. Durant les règnes de Sanche IV de Castille et du fils de ce dernier, Ferdinand IV l'Ajourné, la reine Yolande a résidé quasi de manière permanente en Aragon, en appuyant les droits au trône de Castille-et-León de son petit-fils, Alphonse de La Cerda, fils de l'infant Ferdinand de la Cerda, et en combattant son autre petit-fils, Ferdinand IV l'Ajourné, et la mère de celui-ci, la reine María de Molina.
La reine Yolande d'Aragon est morte à Roncevaux, dans le royaume de Navarre, en 1301, lors de son retour de la ville de Rome, où elle était allée à l'occasion du Jubilé de l'année 1300.

## Sépulture
Les textes indiquent que le corps de Yolande a reçu une sépulture dans la collégiale royale de Roncevaux, où était également enseveli Sanche VII le Fort. Cependant, on ne sait plus du tout aujourd'hui où se trouvent les restes de la reine.
Une autre tradition, bien que peu solide, soutient que le corps de l'épouse d'Alphonse X a reçu une sépulture au couvent de Santa Clara d'Allariz, qu'elle avait fondé en 1268. Cependant, il n'existe aujourd'hui aucune preuve matérielle de cette sépulture. Dans le couvent de Santa Clara d'Allariz, ont été enterrés les restes de l'infant Philippe de Castille, fils de Sanche IV le Brave et de María de Molina, et petit-fils de la reine Yolande, et ceux de son épouse Marguerite de la Cerda (es), qui était arrière-petite-fille de Yolande.

## Descendance

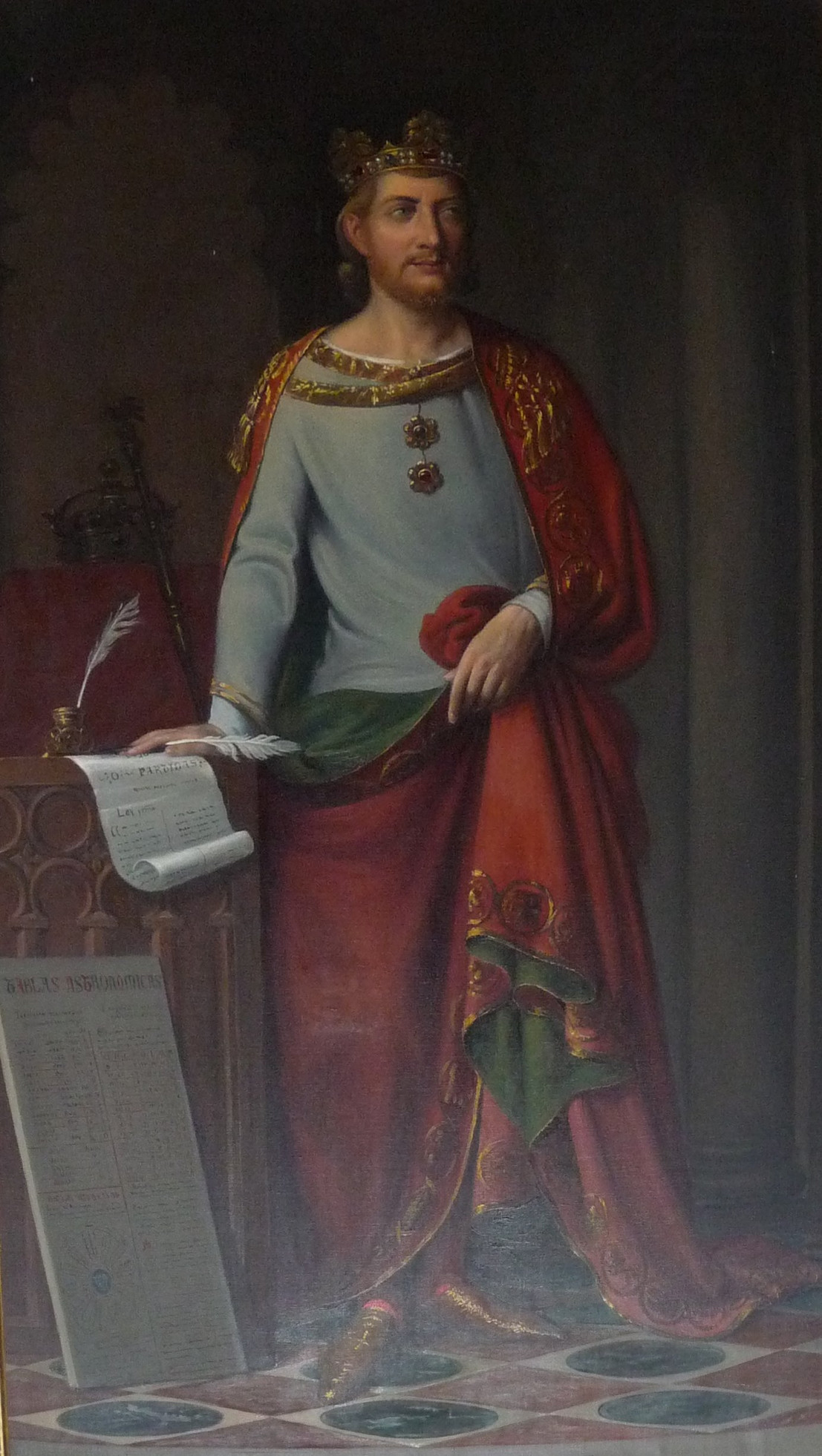
Portrait d'Alphonse X de Castille, époux de la reine Yolande d'Aragon.

De son union avec le roi Alphonse X sont nés onze enfants :
- Bérengère de Castille (1253-1300). Elle a été proclamée héritière du royaume en 1254, mais la naissance de son frère Ferdinand l'a ajournée. Elle était promise à Louis de France, fils et héritier de Louis IX, mais ils n'ont pu se marier à cause de la mort prématurée de Louis en 1260. C'est la seule des enfants légitimes du roi qui soit restée à ses côtés durant la rébellion de l'infant Sanche ;
- Béatrice de Castille (1254-1286) ; elle s'est mariée en 1271, à Murcie avec le marquis Guillaume VII de Montferrat (vicaire général d'Alphonse X dans le Saint-Empire romain germanique) ;
- Ferdinand de la Cerda (1255-1275). Héritier du trône de Castille, il s'est marié en 1269 avec Blanche de France, fille de Saint Louis, dont il a eu deux fils. Sa mort prématurée a permis à son frère Sanche de devenir roi. Il est enterré au monastère royal de las Huelgas de Burgos ;
- Léonore de Castille (es) (1256-1275) ;
- Sanche IV de Castille (1258-1295), roi de Castille à la mort d'Alphonse X le Sage, et, après la mort d'Alphonse IX de León, roi de León. Enterré dans la cathédrale Sainte-Marie de Tolède ;
- Constance de Castille (1259-1280) (es), nonne au monastère royal de las Huelgas de Burgos et enterrée là ;
- Pierre de Castille (ca 1260-1283) (es) (1260-1283). Père de Sanche de Castille «el de la Paz» (es). Il a été enterré dans le couvent des Franciscains de Valladolid (es), aujourd'hui disparu ;
- Juan de Castille el de Tarifa (es) (1262[1]-1319), marié avec María Díaz de Haro, fille de Lope Diaz III de Haro, Seigneur de Biscaye. Il est le père de Don Juan el Tuerto. Il est mort lors du désastre de la Vega de Grenade (es) et est enterré dans la cathédrale Sainte-Marie de Burgos ;
- Isabelle de Castille et Aragon (1263-1264). Morte enfant ;
- Yolande de Castille (1265-?), s'est mariée avec Diego Lopez V de Haro, Seigneur de Biscaye ;
- Jaime de Castille (es) (1267-1284). Seigneur de los Cameros.